# Bent Andreasen
Bent Andreasen (født 14. marts 1940) er en dansk forfatter. Han er født i Ørum Sønderlyng og arbejdede i toldvæsenet fra 1956-2002. Han har som tolder undervist og arbejdet på Island, i England, Belgien, Norge, Sverige, Polen, Litauen og Kroatien. Det sidste under borgerkrigen på Balkan.
Han har skrevet romanerne: Titoland (1995), Plutoniummanden (2005) og Locards Princip (2008)